# Inmo
Le Inmo est un texte du recueil Shōbōgenzō transcription d'un enseignement en 1242 de Maître Dôgen, fondateur du Zen Sôtô. Le texte aborde le thème de l'Éveil avec l'au-delà du langage, cet inexprimable : Inmo, terme sino-japonais qu'on peut traduire  par Ça, ou Ainsité, ou Tel quel.

## Titre
Véritable « tumulus sémantique » Inmo est un terme sino-japonais composé de deux caractères, In (恁, la pensée réflexive, "se dire") et Mo (麼, proche du sens de l'interjection "quoi !" en fin de phrase). Il est parfois traduit par Ça, Tel-quel, ou Ainsité selon son rôle syntaxique dans la phrase. Associé à d'autres caractères, il est alors traduit par le français "-même".
Cette polysémie n'est cependant qu'une apparence, due à la traduction qui révèle la différence des ontologies portées par les langues sino-japonaise et occidentales. Il correspond en effet à un concept unique du bouddhisme mais intransmissible. Il évoque la Totalité indifférenciée, l'indéfini par excellence. Dépourvu de nature propre, vide de moi, Inmo ne doit surtout pas être compris dans le sens d' ipséïté (l'identité) ou d' idem (la continuité).
Ce concept bouddhique enveloppe, d'une façon particulièrement soulignée par Dôgen, un caractère auto-référentiel, ou circulaire : « au lieu de classer simplement le tel quel dans la catégorie de l'inexprimable, Dôgen va, tout au long de son exposé, s'engager pleinement dans l'acte de dire ce qui ne se dit pas, à savoir le tel quel. car c'est toujours dans la sphère de l'expression telle quelle que le tel quel se transmet au tel quel ».

## Présentation
Le Inmo est une instruction collective donnée par Dôgen, alors agé de 42 ans, à ses élèves du Koshoji en 1242, avant d'être transcrite par son disciple Ejô. À ce moment-là de sa vie, Dôgen était déjà un érudit en humanités chinoises (confucianisme, taoïsme), maîtrisant les doctrines bouddhistes (indienne, chinoise) et était un maître de méditation confirmé.
Dans Inmo, Dôgen aborde les thèmes de l'Éveil, de la Résonance, de la Sagesse.

## Langage etÇa
Inmo aborde la théorie bouddhique des deux vérités, déjà exposée par Nagarjuna : la vérité de surface, conventionnelle, mondaine (les choses) et la vérité ultime (le Ça et la vision juste) mais qui sont, nous dit Dôgen les deux faces d'une même vérité : « l'ordre atemporel du zazen dans sa radicalité du Rien réalisera alors de parfaites épousailles avec l'ordre temporel de la Loi du phénomène, sans mélange ni confusion »
Dôgen s'engage alors, tout au long de son exposé, dans l'acte de dire ce qui ne se dit pas : le Ça au-delà du langage.
« Ce qui s'exprime dans le langage, nous ne pouvons l'exprimer par le langage » : le langage est un système symbolique clos, et le Ça, la Nature (« ce qui est ainsi de par soi-même »), est elle-même close sur sa Résonance. Mystère du langage, mystère du monde : la vérité de surface, les choses, s'expriment par la langage, mais la vérité ultime, le Ça, n'est exprimable qu'en ayant recours à l'allusion, à l'apophase, et au raisonnement tétralemnique qui, faisant taire tout savoir positif, mènent au-delà de l'affirmation et de la négation.
Mais le thème central de Dôgen n'est pas la parole ou la pensée, mais le nirvâna, l'accès subtil à la grande loi au-delà de toute doctrine, « le cœur-esprit sans forme du méditant sans moi » où la problématique sujet / objet a complètement disparu, « car c'est toujours dans la sphère de l'expression telle quelle que le tel quel se transmet au tel quel ». Ça, Inmo, est donc le nom donné provisoirement, le temps du discours, à la vacuité, au sans au-delà, à l'ultime. Mais les mots sont des hypostases éphémères, comme des filets que l'on jette après avoir capturé le poisson,.